# قائمة القواعد الجوية العسكرية الإيرانية
القواعد الجوية هي عبارة عن مطارات عسكرية تحتوي مجموعة من الطائرات العسكرية تقبع في مرابضها حول المطار. ويدير هذه القواعد مجموعة من القادة في تسلسل رتبهم العسكرية، ومعظمهم من الطيارين والمهندسين الجويين. ومجموعة من الإداريين ومهندسي وفنيي الصيانة. وفيها أيضاً قوة من الدفاعات الجوية في حالات الحرب. كما تشمل برجاً واحداً للمراقبة الجوية على الأقل ومجهزة بالرادارات المناسبة وأجهزة الاتصال السلكية واللاسلكية.[بحاجة لمصدر] ان التضاريس المتعددة ومنها الجبلية تسمح للجيش الإيراني الاستقرار في قواعد عسكرية محمية نسبياً، وليست مفتوحة عكس بعض القواعد العسكرية المكشوفة في الخليج العربي. ولإيران قواعد عسكرية متعددة جوية، بحرية وبرية.

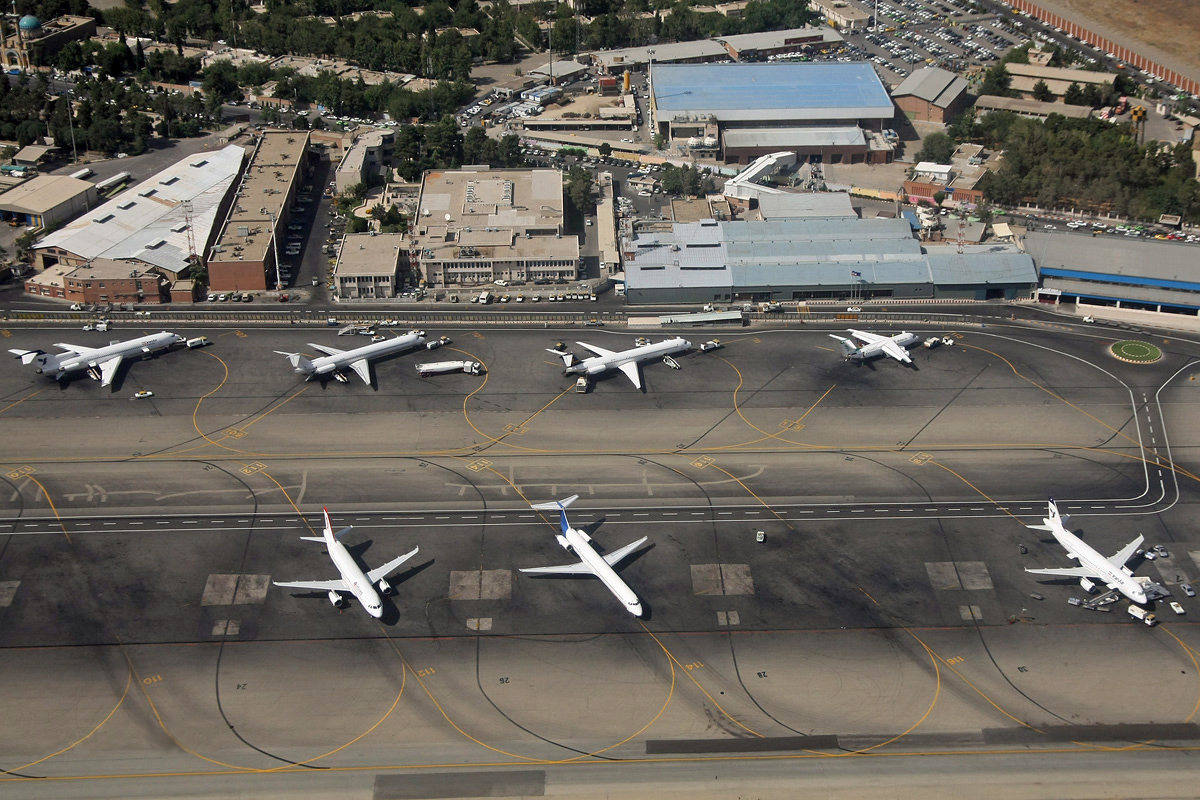
مطار مهراباد (مطار عسكري ومدني)، والذي يقع وسط طهران

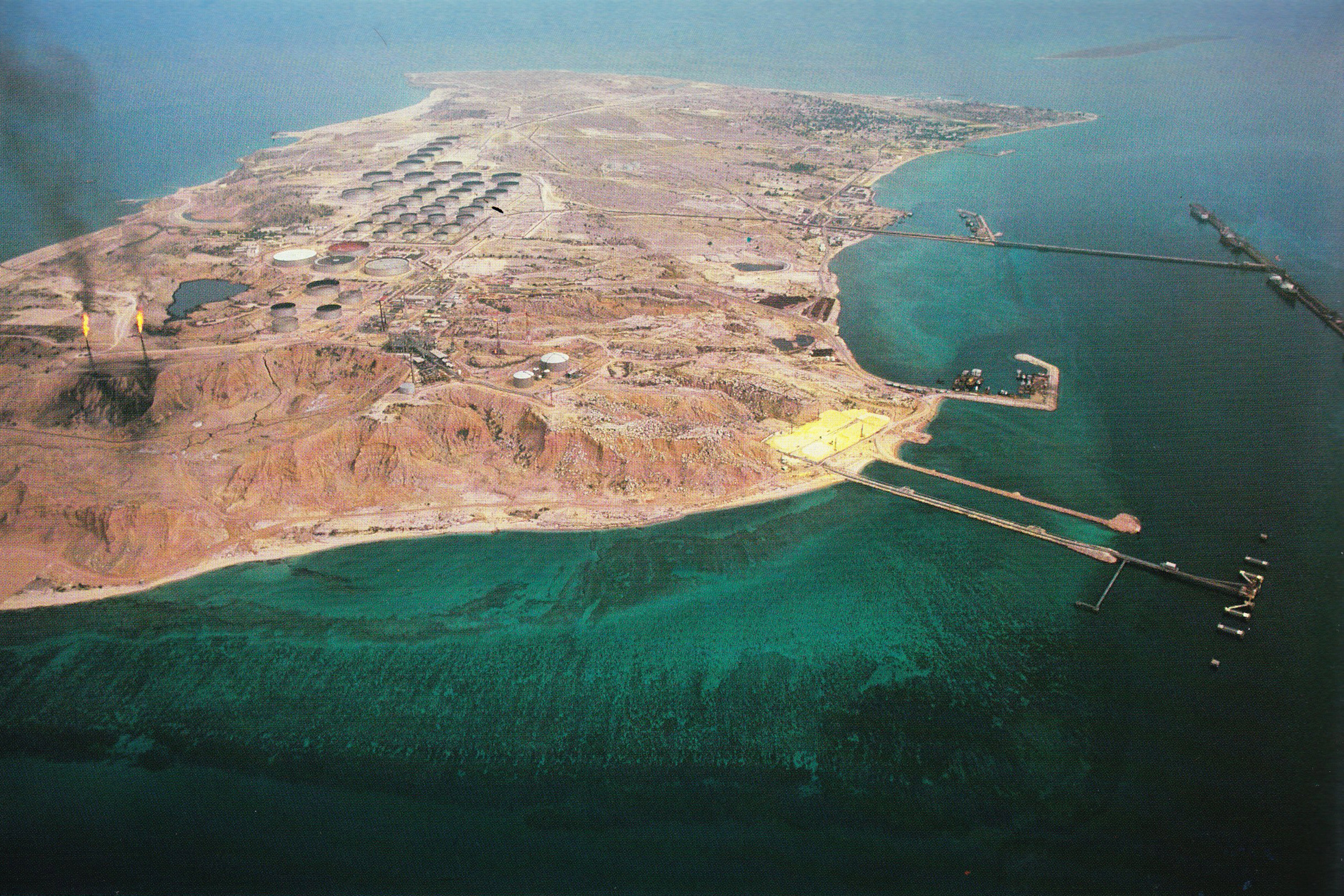
صورة جوية لجزيرة خارك التي تقع في الركن الشمالي الشرقي للخليج العربي والتي تتواجد فيها قاعدة خارك الجوية الإيرانية

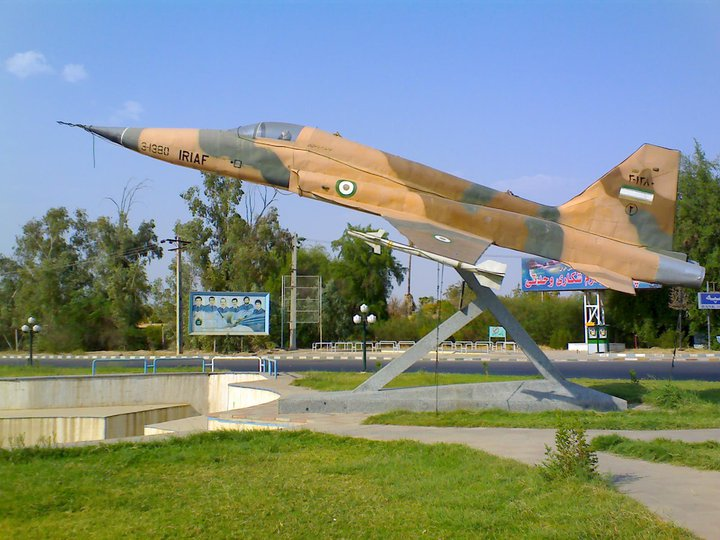
قاعدة دزفول الجوية

## قائمة بالقواعد العسكرية الإيرانية[3][1]
- هذه القائمة تضم مجموعة من القواعد الجوية العسكرية الإيرانية، والمدينة التي تقع فيها، وبعض من خصائص هذه القواعد :
- قاعدة طهران مهرأباد

هي قاعدة جوية تكتيكية، ومطار عسكري.
تقع شمال إيران بالقرب من العاصمة طهران.
مقر السرب 11 و13 وبهما طائرات ميج وسوخوي.
- قاعدة تبريز

هي قاعدة جوية تكتيكية، وقاعدة طيران للجيش، ومحطة رادار.
تقع أقصى شمال غرب إيران بالقرب من مدينة تبريز.
تحتوي على طائرات إف-5 وطائرات هيليكوبتر.
مقر السرب 21 و22 و23.
- قاعدة حمدان شاه روخي

هي قاعدة جوية تكتيكية، وقاعدة طيران للجيش.
تقع شمال غرب إيران.
مقر السرب 33 و34 و31.
تحتوي طائرات إف-4 وسوخوي.
- قاعدة ديزفول فهدتي

هي قاعدة جوية تكتيكية.
تقع غرب إيران.
مقر السرب 41 و42 و43.
- قاعدة كرمانشاه

هي قاعدة جوية تكتيكية، وقاعدة طيران للجيش.
تقع غرب إيران.
- قاعدة بوشهر

هي قاعدة جوية تكتيكية، وقاعدة بحرية للجيش، ومحطة رادار.
تقع جنوب ساحل الخليج العربي.
مخصصة لحماية المفاعل النووي الإيراني في بوشهر.
- قاعدة شيراز شاهد

هي قاعدة جوية تكتيكية.
تقع جنوب غرب إيران.
- قاعدة أصفهان شاهد

هي قاعدة جوية تكتيكية، وقاعدة طيران للجيش.
تقع وسط إيران.
- قاعدة بندر عباس

هي قاعدة جوية تكتيكية، وقاعدة طيران للجيش، وقاعدة بحرية.
تقع على مضيق هرمز.
- قاعدة شاه بحر [4]

هي قاعدة جوية تكتيكية، وقاعدة طيران للجيش، وقاعدة بحرية، ومحطة للرادار.
تقع أقصى جنوب إيران على بحر عمان.
- قاعدة أخاجاري

هي قاعدة جوية تكتيكية، ومحطة رادار.
تقع غرب إيران.
- قاعدة مسجد سليمان

هي قاعدة جوية تكتيكية، وقاعدة طيران للجيش، ومحطة رادار.
تقع غرب إيران.
- قاعدة جزيرة خارك

هي مطار عسكري، وقاعة بحرية، ومحطة رادار.
تقع على جزيرة خارك غرب إيران.
- قاعدة جزيرة طنب

هي مطار عسكري، وقاعدة بحرية.
تقع على جزيرة طنب المتنازع عليها مع الإمارات.
- قاعدة جزيرة قشم

هي مطار عسكري، وقاعدة بحرية.
تقع على جزيرة قشم في مضيق هرمز.
- قاعدة جزيرة كيش

هي مطار عسكري، وقاعدة بحرية.
تقع على جزيرة كيش في مضيق هرمز.
- قاعدة زاهدان

هي مطار عسكري، ومحطة رادار.
تقع شرق إيران على الحدود الأفغانية.
- قاعدة كرمان

هي مطار عسكري.
تقع وسط إيران.
- قاعدة مشهد

هي مطار عسكري، وقاعدة طيران للجيش، ومحطة رادار.
تقع شمال شرق إيران.
- قاعدة طهران دوشان تابيه

هي مطار عسكري.
تقع بالقرب من العاصمة طهران.
- قاعدة طهران غالي مورغي

هي مطار عسكري، وقاعدة جوية للجيش، ومحطة للرادار.
تقع بالقرب من العاصمة طهران.
- قاعدة أنزالي

هي مطار عسكري، وقاعدة طيران للجيش، ومحطة رادار.
تقع شمال إيران على بحر قزوين.
- قاعدة نوشهر

هي مطار عسكري، ومحطة رادار.
تقع شمال إيران على بحر قزوين.
- قاعدة ساري

هي مطار عسكري، وقاعدة بحرية، ومحطة رادار.
تقع شمال إيران على بحر قزوين.
- قاعدة بوجنورد

هي محطة رادار.
تقع أقصى شمال شرق إيران.
- قاعدة غاسري شيرين

هي محطة رادار.
تقع غرب إيران على الحدود العراقية.
- قاعدة سانانداج

هي محطة رادار.
تقع شمال غرب إيران.
- قاعدة إيلام

هي محطة رادار.
تقع غرب إيران على الحدود العراقية.
- قاعدة أبدان

هي مطار عسكري، وقاعدة طيران للجيش، وقاعدة بحرية، ومحطة للرادار.
تقع أقصى شمال الخليج العربي.
- قاعدة تاباس

هي مطار عسكري، وقاعدة طيران للجيش، ومحطة رادار.
تقع شمال وسط إيران.
- قاعدة فيروز آباد

تقع غرب طهران
- قاعدة بندر شناس
- قاعدة جاسك
- قاعدة جام
- قاعدة جزيرة سيرى
- قاعدة شاش بهر
- قاعدة عسلوية
- قاعدة لمارد
- قاعدة الاهواز
- قاعدة إيران شهر
- قاعدة بام
- قاعدة جرجان
- قاعدة رامسر
- قاعدة داشت ناز
- قاعدة رفسنجاد
- قاعدة رشت زابل
- قاعدة ساهند
- قاعدة يزد [1][4]

## معرض الصور

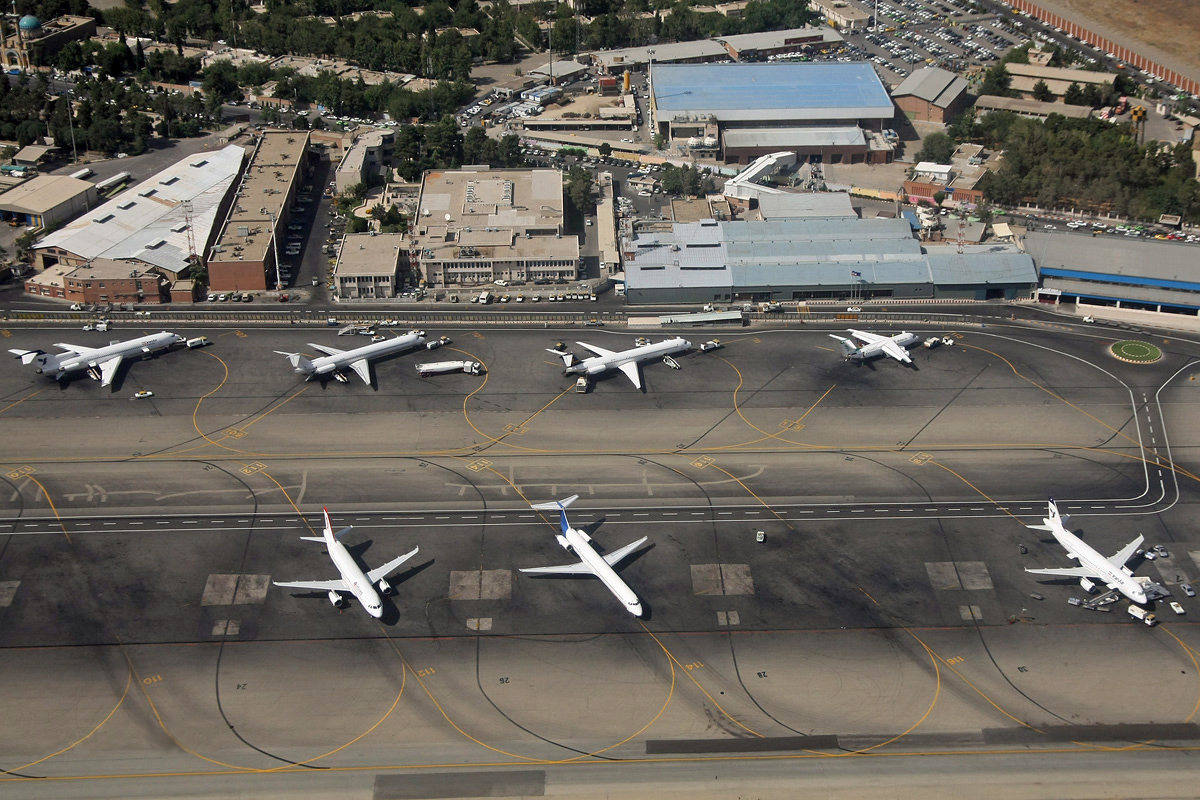
مطار مهراباد (مطار عسكري ومدني)، والذي يقع وسط طهران

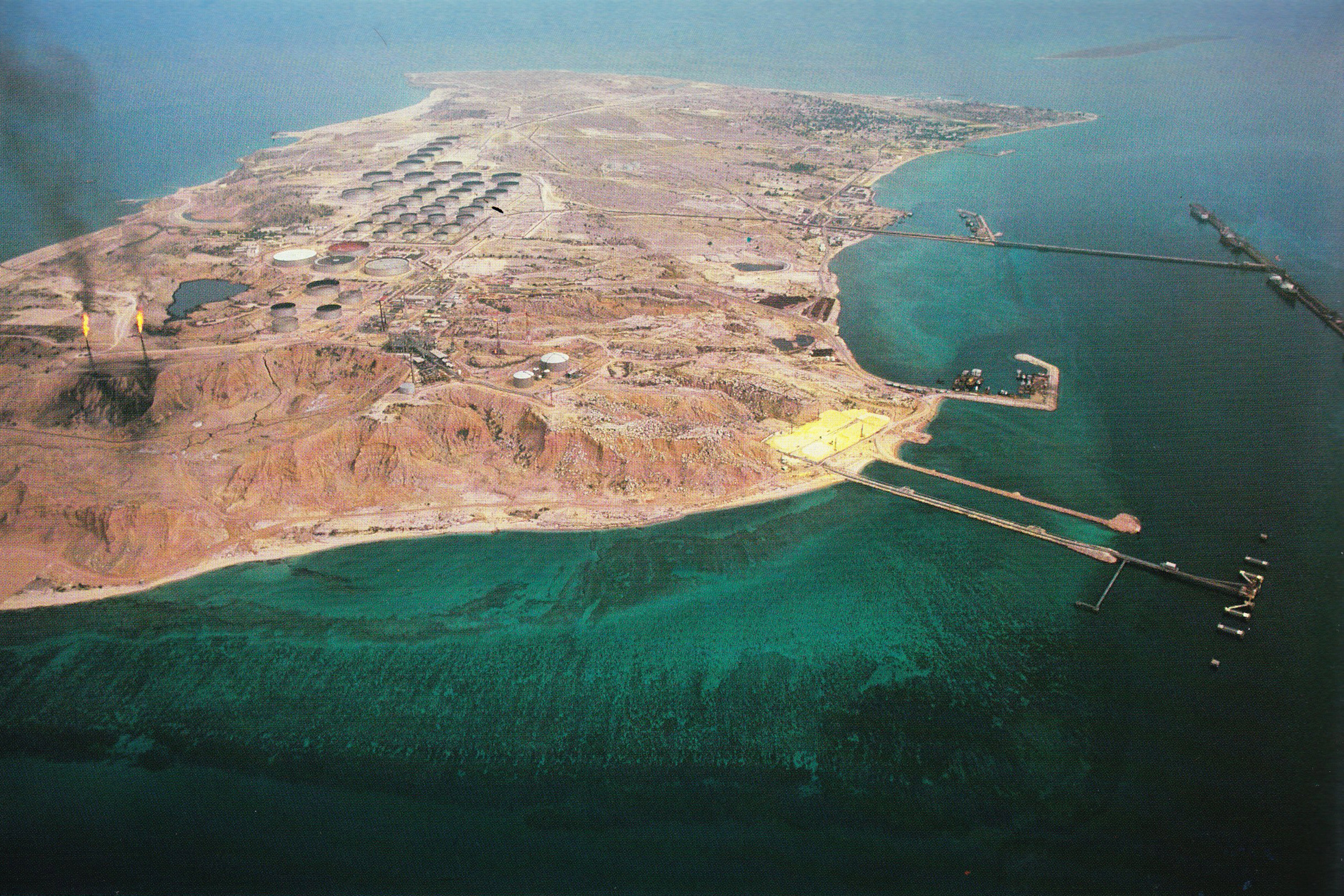
صورة جوية لجزيرة خارك التي تقع في الركن الشمالي الشرقي للخليج العربي والتي تتواجد فيها قاعدة خارك الجوية الإيرانية

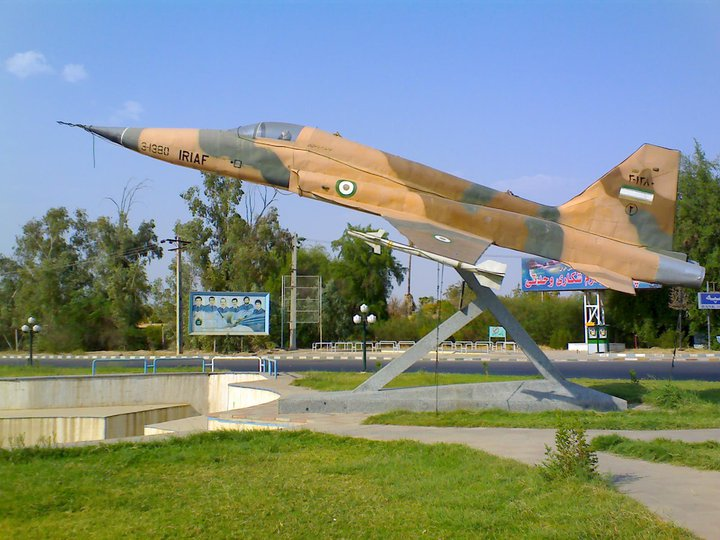
قاعدة دزفول الجوية

## طالع ايضاً
- قائمة القواعد في القارة القطبية الجنوبية
- قائمة مطارات إيران
- مطار مهرآباد الدولي
- مطار رشت الدولي
- مطار تيرانا الدولي
- مطار لندن هيثرو
- مطار شيريميتييفو الدولي